# Neuseeländische Frauen-Cricket-Nationalmannschaft
Die neuseeländische Frauen-Cricket-Nationalmannschaft (englisch New Zealand women’s cricket team, abgekürzt New Zealand Women oder New Zealand W), deren Spielerinnen auch unter dem Spitznamen White Ferns bekannt sind, vertritt Neuseeland als Frauen-Nationalmannschaft auf internationaler Ebene in der Sportart Cricket. Das Team wird vom Verband New Zealand Cricket (NZC) geleitet und ist seit 1935 Vollmitglied im International Cricket Council. Die Mannschaft besitzt somit WTest-Status.
Nach Australien und England ist Neuseeland das drittälteste Team im internationalen Frauen-Cricket und bestritt seinen ersten WTest 1935 gegen England. Neuseelands größte Erfolge bisher sind jeweils ein Titel beim Women’s Cricket World Cup (2000) und beim T20 World Cup (2024). Eine ehemalige neuseeländische Spielerin wurde in die ICC Cricket Hall of Fame aufgenommen.

## Geschichte

### Beginn des neuseeländischen Frauen-Crickets

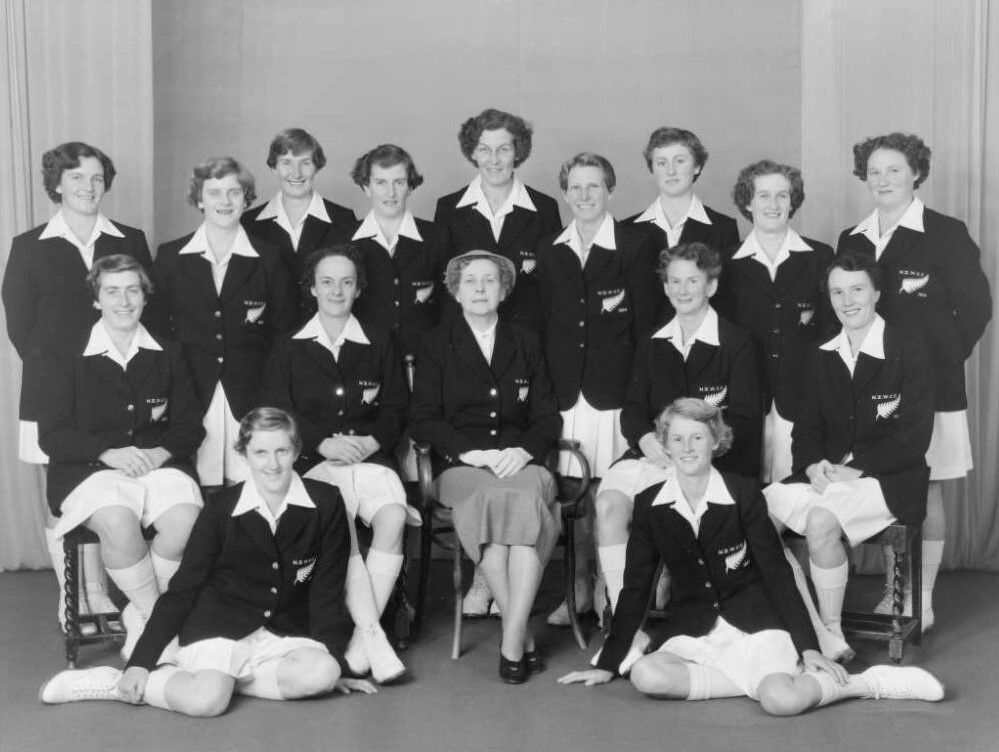
Die neuseeländische Frauen-Cricket-Nationalmannschaft auf ihrer Englandtour 1954

Berichte über ein Spiel im Frauen-Cricket gibt es aus dem Jahr 1886 in Nelson. In der Folge entstanden zahlreiche Clubs, so dass sich der Sport für Frauen nach dem Ersten Weltkrieg im Land etabliert hatte. Erste Provinzverbände wurden ab 1928 gegründet und als 1933 das Angebot der englischen Mannschaft kam, bei der Tour in Australien in der Saison 1934/35 einen Abstecher nach Neuseeland zu machen, führte das zu einem großen Schwung in der Entwicklung. Es wurde der New Zealand Women’s Cricket Council gegründet, der das Frauen-Cricket im Land organisierte und eine Nationalmannschaft aufstellte, die als drittes Team internationale Spiele bestritt. Das erste Aufeinandertreffen mit England endete mit einer deutlichen Niederlage.
Es sollte bis nach dem Zweiten Weltkrieg dauern, bis das nächste Spiel stattfand. In der Saison 1947/48 kam Australien für einen WTest nach Neuseeland und auch hier unterlag das neuseeländische Team deutlich. Über die kommenden Jahre bestritt Neuseeland zahlreiche Touren gegen England und Australien, doch es dauerte bis 1971/72, bis sie ihren ersten WTest, auf der Tour in Australien, gewinnen konnten. In dieser Saison bestritten sie auch ihre erste WTest-Serie in Südafrika, die sie mit einem Sieg für sich entscheiden konnten. Es sollte der letzte WTest-Sieg für das neuseeländische Team bis heute sein.

### Beginn des WODI-Crickets und Gewinn des World Cups
Unter ihrer Kapitänin Trish McKelvey, die ab 1966 in ihrem Amt war, bestritten sie beim Women’s Cricket World Cup 1973 ihr erstes WODI und konnten bei dem Turnier hinter Australien und England den dritten Platz belegen. Diesen Platz erreichten sie auch bei den drei folgenden Ausgaben (1978, 1982, 1988). Ab 1984/85 bestritten sie gegen Australien den über lange Zeit alljährlichen Rose Bowl, eine WODI-Serie, die abwechselnd in den beiden Ländern ausgetragen wird. Beim Women’s Cricket World Cup 1993 konnten sie erstmals ins Finale einziehen, unterlagen dort jedoch gegen die englische Mannschaft. Ab der Saison 1994/95 bestritten sie auch Touren gegen Indien und ab 1996 gegen Irland, ab 1996/97 gegen Pakistan. Beim Women’s Cricket World Cup 1997 konnten sie sich im Halbfinale gegen England durchsetzen, verloren dann jedoch im Finale gegen Australien. Daraufhin übernahm Emily Drumm die Kapitänsrolle und das Team konnte sich in dieser Zeit zahlreiche Seriengewinne sichern. Beim Women’s Cricket World Cup 2000 konnten sie sich dann im Finale gegen Australien durchsetzen und so den ersten Titel gewinnen.

### Schwankende Leistungen und Gewinn des T20 World Cups

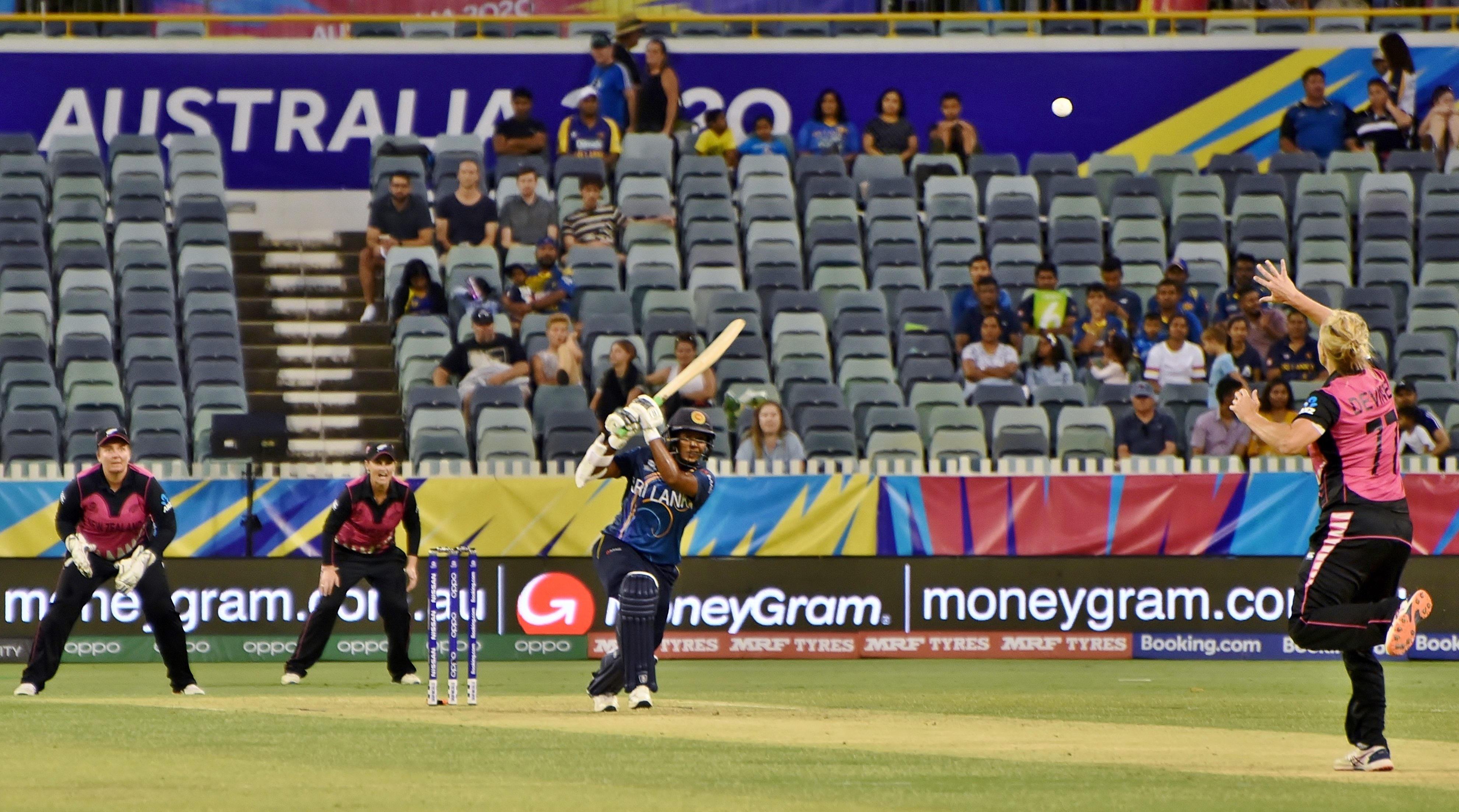
Neuseeland gegen Sri Lanka beim T20 World Cup 2020

In den folgenden Jahren konnten sie einzelne Touren gegen Irland und die Niederlande gewinnen. Beim Women’s Cricket World Cup 2005 scheiterten sie jedoch wieder im Halbfinale an Indien. Diese konnten sie daheim in der Saison 2005/06 schlagen, was aber neben einem Seriensieg in England im Sommer 2007 der einzige Erfolg bis zum nächsten World Cup bleiben sollte. Dort gelang es ihnen bis ins Finale vorzudringen, wo sie gegen England unterlagen. Mit dem aufkommenden WTwenty20-Cricket konnten sie bei den ersten beiden Ausgaben der ICC Women’s World Twenty20 (2009, 2010) das Finale erreichen. Seitdem tat sich das Team schwer bei den großen Turnieren. In den Jahren 2012 und 2016 konnte man zumindest das Halbfinale beim World Twenty20 erreichen, jedoch scheiterte man bei den World Cups 2017 und 2022 und den T20 World Cups 2020 und 2023 jeweils in der Vorrunde. Nach diesem Tief gelang es ihnen dann beim ICC Women’s T20 World Cup 2024 in den Vereinigten Arabischen Emiraten unter Kapitänin Sophie Devine sich im Finale gegen Südafrika den Titel zu sichern.

## Spitzname
Die Neuseeländische Frauen-Cricket-Nationalmannschaft trägt den Spitznamen „White Ferns“. Damit ist die Frauen-Cricket-Nationalmannschaft Neuseelands eine der vielen Nationalmannschaften des Landes, deren Spitzname den All Blacks entlehnt ist.

## Organisation
New Zealand Cricket (NZC) wurde am 27. Dezember 1894 als New Zealand Cricket Council (NZCC) gegründet und ist verantwortlich für die Organisation des Cricket in Neuseeland. Seit dem 31. Mai 1926 ist Neuseeland Vollmitglied im International Cricket Council (ICC).
New Zealand Cricket stellt die Neuseeland vertretenen Cricket-Nationalmannschaften, einschließlich der für die Männer, Frauen und Jugend, zusammen. Der Verband ist außerdem verantwortlich für die Durchführung von WTest-, WODI- und WTwenty20-Serien gegen andere Nationalmannschaften sowie die Organisation von Heimspielen und -turnieren. Neben der Aufstellung des Teams ist er verantwortlich für den Kartenverkauf, der Gewinnung von Sponsoren und der Vermarktung der Medienrechte.
Kinder und Jugendliche werden bereits in der Schule an den Cricketsport herangeführt und je nach Interesse und Talent beginnt dann die Ausbildung. Wie andere Cricketnationen verfügt Neuseeland über eine U-19-Nationalmannschaft, die an der entsprechenden Weltmeisterschaft teilnimmt.

## Spielerinnen

### Bekannte Spielerinnen

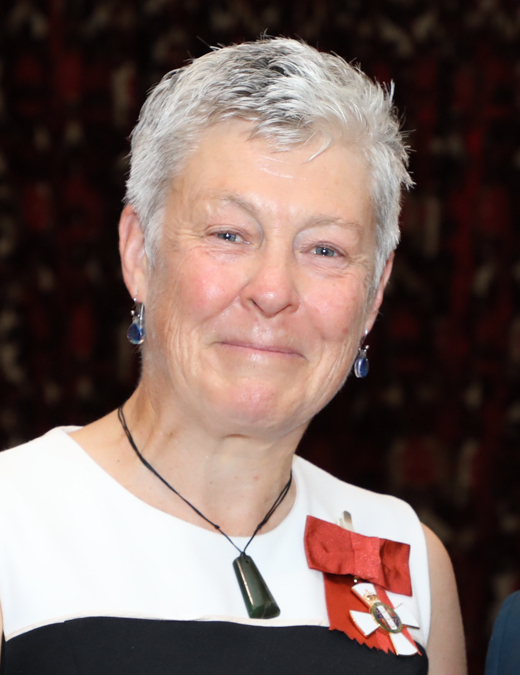
Debbie Hockley (2021)

Eine ehemalige neuseeländische Spielerin wurde aufgrund ihrer herausragenden Leistungen in die ICC Cricket Hall of Fame aufgenommen:
| Spielerin      | Position    | Aufnahme |
| -------------- | ----------- | -------- |
| Debbie Hockley | All-rounder | 2013     |

### Spielerstatistiken
Insgesamt haben für Neuseeland 125 Spielerinnen WTests, 151 Spielerinnen WODIs und 73 Spielerinnen WTwenty20s gespielt. Im Folgenden sind die Spielerinnen aufgeführt, die für die neuseeländische Mannschaft die meisten Runs und Wickets erzielt haben.

#### Runs
| WTest                  | WTest                  | WTest                  | WTest                  | WODI                   | WODI                   | WODI                   | WODI                   | WTwenty20              | WTwenty20              | WTwenty20              | WTwenty20              |
| Spielerin              | Zeitraum               | WTests                 | Runs                   | Spielerin              | Zeitraum               | WODIs                  | Runs                   | Spielerin              | Zeitraum               | WTwenty20s             | Runs                   |
| ---------------------- | ---------------------- | ---------------------- | ---------------------- | ---------------------- | ---------------------- | ---------------------- | ---------------------- | ---------------------- | ---------------------- | ---------------------- | ---------------------- |
| Debbie Hockley         | 1979–1996              | 19                     | 1.301                  | Suzie Bates            | 2006–heute             | 171                    | 5.896                  | Suzie Bates            | 2007–heute             | 177                    | 4.716                  |
| Judi Doull             | 1966–1975              | 11                     | 0779                   | Amy Satterthwaite      | 2007–2022              | 145                    | 4.639                  | Sophie Devine          | 2006–heute             | 146                    | 3.431                  |
| Trish McKelvey         | 1966–1979              | 15                     | 0699                   | Debbie Hockley         | 1982–2000              | 118                    | 4.064                  | Amy Satterthwaite      | 2007–2021              | 111                    | 1.784                  |
| Jackie Clark           | 1984–1992              | 11                     | 0482                   | Sophie Devine          | 2006–heute             | 152                    | 3.990                  | Amelia Kerr            | 2016–heute             | 088                    | 1.453                  |
| Kirsty Bond            | 1995–1996              | 06                     | 0473                   | Haidee Tiffen          | 1999–2009              | 117                    | 2.919                  | Maddy Green            | 2012–heute             | 112                    | 1.193                  |
| Stand: 10. August 2025 | Stand: 10. August 2025 | Stand: 10. August 2025 | Stand: 10. August 2025 | Stand: 10. August 2025 | Stand: 10. August 2025 | Stand: 10. August 2025 | Stand: 10. August 2025 | Stand: 10. August 2025 | Stand: 10. August 2025 | Stand: 10. August 2025 | Stand: 10. August 2025 |

#### Wickets
| WTest                  | WTest                  | WTest                  | WTest                  | WODI                   | WODI                   | WODI                   | WODI                   | WTwenty20              | WTwenty20              | WTwenty20              | WTwenty20              |
| Spielerin              | Zeitraum               | WTests                 | Wickets                | Spielerin              | Zeitraum               | WODIs                  | Wickets                | Spielerin              | Zeitraum               | WTwenty20s             | Wickets                |
| ---------------------- | ---------------------- | ---------------------- | ---------------------- | ---------------------- | ---------------------- | ---------------------- | ---------------------- | ---------------------- | ---------------------- | ---------------------- | ---------------------- |
| Jackie Lord            | 1966–1979              | 15                     | 55                     | Lea Tahuhu             | 2011–heute             | 097                    | 115                    | Sophie Devine          | 2006–heute             | 146                    | 119                    |
| Jill Saulbrey          | 1966–1975              | 11                     | 35                     | Sophie Devine          | 2006–heute             | 152                    | 107                    | Amelia Kerr            | 2016–heute             | 088                    | 095                    |
| Pat Carrick            | 1969–1977              | 07                     | 21                     | Amelia Kerr            | 2016–heute             | 077                    | 099                    | Lea Tahuhu             | 2011–heute             | 098                    | 095                    |
| Joc Burley             | 1966–1969              | 06                     | 21                     | Aimee Watkins          | 2002–2011              | 103                    | 092                    | Leigh Kasperek         | 2015–2024              | 052                    | 081                    |
| Jean Coulston          | 1954–1957              | 05                     | 19                     | Nicola Browne          | 2002–2014              | 125                    | 088                    | Suzie Bates            | 2007–heute             | 177                    | 060                    |
| Stand: 10. August 2025 | Stand: 10. August 2025 | Stand: 10. August 2025 | Stand: 10. August 2025 | Stand: 10. August 2025 | Stand: 10. August 2025 | Stand: 10. August 2025 | Stand: 10. August 2025 | Stand: 10. August 2025 | Stand: 10. August 2025 | Stand: 10. August 2025 | Stand: 10. August 2025 |

### Mannschaftskapitäninnen
Bisher haben insgesamt neun Spielerinnen als Kapitänin für Neuseeland bei einem WTest fungiert, 16 für ein WODI und sieben für ein WTwenty20.
| WTest | WTest             | WTest     | WODI               | WODI       | WTwenty20         | WTwenty20  |
| Nr.   | Name              | Zeitraum  | Name               | Zeitraum   | Name              | Zeitraum   |
| ----- | ----------------- | --------- | ------------------ | ---------- | ----------------- | ---------- |
| 1     | Ruth Symons       | 1935      | Bev Brentnall      | 1973       | Maia Lewis        | 2004       |
| 2     | Ina Lamason       | 1948–1949 | Trish McKelvey     | 1977–1982  | Haidee Tiffen     | 2006–2009  |
| 3     | Rona McKenzie     | 1954–1961 | Debbie Hockley     | 1984–1999  | Aimee Watkins     | 2009–2011  |
| 4     | Trish McKelvey    | 1966–1979 | Ingrid Jagersma    | 1985       | Suzie Bates       | 2012–heute |
| 5     | Debbie Hockley    | 1984–1985 | Lesley Murdoch     | 1986–1990  | Sophie Devine     | 2014–2024  |
| 6     | Lesley Murdoch    | 1990      | Karen Plummer      | 1992       | Amy Satterthwaite | 2018–2021  |
| 7     | Karen Plummer     | 1992      | Sarah Illingworth  | 1993–1996  | Amelia Kerr       | 2023–2024  |
| 8     | Sarah Illingworth | 1995–1996 | Maia Lewis         | 1997–2005  |                   |            |
| 9     | Maia Lewis        | 2003–2004 | Emily Drumm        | 2000–2003  |                   |            |
| 10    |                   |           | Catherine Campbell | 2000       |                   |            |
| 11    |                   |           | Haidee Tiffen      | 2004–2009  |                   |            |
| 12    |                   |           | Aimee Watkins      | 2008–2011  |                   |            |
| 13    |                   |           | Amy Satterthwaite  | 2010–2022  |                   |            |
| 14    |                   |           | Suzie Bates        | 2011–heute |                   |            |
| 15    |                   |           | Sophie Devine      | 2020–2024  |                   |            |
| 16    |                   |           | Amelia Kerr        | 2024       |                   |            |

## Bilanz
Die Mannschaft hat die folgenden Bilanzen gegen die anderen Vollmitglieder des ICC im WTest-, WODI- und WTwenty20-Cricket (Stand: 10. August 2025).
| Gegner      | WTests | WTests | WTests | WTests | WTests | WODIs | WODIs | WODIs | WODIs | WODIs | WTwenty20s | WTwenty20s | WTwenty20s | WTwenty20s | WTwenty20s |
| Gegner      | Sp.    | S      | U      | N      | R      | Sp.   | S     | U     | N     | NR    | Sp.        | S          | U          | N          | NR         |
| ----------- | ------ | ------ | ------ | ------ | ------ | ----- | ----- | ----- | ----- | ----- | ---------- | ---------- | ---------- | ---------- | ---------- |
| Australien  | 13     | 1      | 0      | 4      | 8      | 135   | 31    | 0     | 102   | 2     | 55         | 21         | 1          | 32         | 1          |
| Bangladesch | 0      | 0      | 0      | 0      | 0      | 4     | 2     | 0     | 0     | 2     | 5          | 5          | 0          | 0          | 0          |
| England     | 23     | 0      | 0      | 6      | 17     | 85    | 37    | 1     | 46    | 1     | 40         | 8          | 0          | 32         | 0          |
| Irland      | 0      | 0      | 0      | 0      | 0      | 20    | 18    | 0     | 0     | 2     | 4          | 4          | 0          | 0          | 0          |
| Indien      | 6      | 0      | 0      | 0      | 6      | 57    | 34    | 1     | 22    | 0     | 14         | 10         | 0          | 4          | 0          |
| Pakistan    | 0      | 0      | 0      | 0      | 0      | 17    | 15    | 1     | 1     | 0     | 12         | 10         | 0          | 2          | 0          |
| Sri Lanka   | 0      | 0      | 0      | 0      | 0      | 16    | 13    | 0     | 2     | 1     | 17         | 14         | 0          | 2          | 1          |
| Südafrika   | 3      | 1      | 0      | 0      | 2      | 20    | 12    | 0     | 8     | 0     | 17         | 12         | 0          | 4          | 1          |
| West Indies | 0      | 0      | 0      | 0      | 0      | 23    | 13    | 0     | 9     | 1     | 24         | 16         | 2          | 5          | 1          |

## Internationale Turniere

### Women’s Cricket World Cup
- 1973: 3. Platz
- 1978: 3. Platz
- 1982: 3. Platz
- 1988: 3. Platz
- 1993: 2. Platz
- 1997: 2. Platz
- 2000: Sieger
- 2005: Halbfinale
- 2009: 2. Platz
- 2013: 4. Platz
- 2017: Vorrunde
- 2022: Vorrunde
- 2025: qualifiziert
- 2029: noch ausstehend

### Women’s T20 World Cup
- 2009: 2. Platz
- 2010: 2. Platz
- 2012: Halbfinale
- 2014: Vorrunde
- 2016: Halbfinale
- 2018: Vorrunde
- 2020: Vorrunde
- 2023: Vorrunde
- 2024: Sieger
- 2026: noch ausstehend
- 2028: noch ausstehend